# Oneida (Town)
Die Town of Oneida ist eine von 20 Towns im Outagamie County im US-amerikanischen Bundesstaat Wisconsin. Im Jahr 2010 hatte die Town of Oneida 4678 Einwohner.
Town hat in Wisconsin eine grundlegend andere Bedeutung, als im übrigen englischsprachigen Bereich. Vielmehr entspricht sie den in den anderen US-Bundesstaaten üblichen Townships, die nach dem County die nächstkleinere Verwaltungseinheit bilden.
Die Town of Oneida liegt in der Fox Cities genannten Metropolregion.
Die Town of Oneida entspricht dem Teil der Indianerreservation der Oneida Nation of Wisconsin, der im Outagamie County liegt.

## Geografie
Die Town of Oneida liegt im Osten Wisconsins, wenige Kilometer nördlich des Fox River, der rund 20 km östlich in die Green Bay des Michigansees mündet.
Die geografischen Koordinaten des Zentrums der Town of Oneida sind 44°28′21″ nördlicher Breite und 88°14′33″ westlicher Länge. Sie erstreckt sich über eine Fläche von 157,5 km².
Die Town of Oneida liegt im Nordwesten des Outagamie County und grenzt an folgende Nachbartowns:
|                                | Town of Maple Grove (Shawano County)        | Village of Howard (Brown County) |
| Town of Seymour Town of Osborn | Kompassrose, die auf Nachbargemeinden zeigt | Village of Hobart (Brown County) |
| Town of Freedom                | Town of Kaukauna                            | Town of Lawrence (Brown County)  |

## Verkehr
Die auf einem gemeinsamen Streckenabschnitt verlaufenden Wisconsin State Highways 29 und 32 begrenzen das Gebiet der Town of Oneida nach Norden. Der WIS 54 verläuft in West-Ost-Richtung durch das Zentrum der Town, der WIS 55 zweigt nach Süden ab. Daneben verlaufen noch die County Highways E, H und Y durch die Town, während der County Highway U die Town nach Osten zum Brown County abgrenzt. Alle weiteren Straßen sind untergeordnete Landstraßen, teils unbefestigte Fahrwege sowie innerörtliche Verbindungsstraßen.
Der nächste Flughafen ist der Austin Straubel International Airport in Green Bay (rund 10 km östlich). Der Outagamie County Regional Airport bei Appleton befindet sich rund 40 km südwestlich.

## Ortschaften in der Town of Oneida
Neben Streubesiedlung existiert mit Chicago Corners in der Town of Oneida eine gemeindefreie Siedlung.

## Bevölkerung
Nach der Volkszählung im Jahr 2010 lebten in der Town of Oneida 4678 Menschen in 1484 Haushalten. Die Bevölkerungsdichte betrug 29,7 Einwohner pro Quadratkilometer. In den 1484 Haushalten lebten statistisch je 3,07 Personen.
Ethnisch betrachtet setzte sich die Bevölkerung zusammen aus 52,7 Prozent Weißen, 1,2 Prozent Afroamerikanern, 39,8 Prozent amerikanischen Ureinwohnern, 0,2 Prozent Asiaten sowie 1,0 Prozent aus anderen ethnischen Gruppen; 5,1 Prozent stammten von zwei oder mehr Ethnien ab. Unabhängig von der ethnischen Zugehörigkeit waren 5,6 Prozent der Bevölkerung spanischer oder lateinamerikanischer Abstammung.
29,8 Prozent der Bevölkerung waren unter 18 Jahre alt, 60,2 Prozent waren zwischen 18 und 64 und 10,0 Prozent waren 65 Jahre oder älter. 48,8 Prozent der Bevölkerung war weiblich.
Das mittlere jährliche Einkommen eines Haushalts lag bei 53.815 USD. Das Pro-Kopf-Einkommen betrug 21.689 USD. 18 Prozent der Einwohner lebten unterhalb der Armutsgrenze.